# Талант (фильм)
«Талант» — советский четырёхсерийный телефильм 1977 года, снятый режиссёром Владимиром Довганем на киностудии им. Довженко по заказу Гостелерадио СССР. По мотивам романа Александра Бека «Жизнь Бережкова».

## Сюжет
Авиаконструктор Алексей Бережков начинает карьеру инженера в «секретной» лаборатории, работая на афериста Анатолия Подрайского. После революции он сталкивается с трудностями и разочарованиями, но не теряет веру в себя. В условиях НЭПа Бережков мечтает создать уникальную мельницу для обогащения, но сталкивается с препятствиями. Несмотря на арест и неудачи, он не сдаётся и добивается успеха, создавая мощный авиационный мотор.

## В ролях
- Александр Парра — Алексей Николаевич Бережков
- Александр Пороховщиков — Михаил Михайлович Ладошников
- Галина Киндинова — Маша
- Владимир Сошальский — Анатолий Викентьевич Подрайский
- Владимир Конкин — Сергей Борисович Ганьшин
- Игорь Владимиров — Август Иванович Берест
- Борис Вознюк — Гусин
- Евгений Киндинов — Дмитрий Иванович Родионов
- Пётр Глебов — Николай Егорович Жуковский
- Борис Аракелов — Федя Бабец
- Ирина Шевчук — Валя
- Нонна Терентьева — Лёлечка
- Аркадий Трусов — дядя Костя
- Константин Степанков — Макаров
- Юрий Шерстнёв — Павел Денисович Новицкий
- Иван Голубов — Ниланд
- Борис Ставицкий — Никитин-отец
- Вилорий Пащенко — Никитин-сын
- Владимир Волков — Кущин
- Николай Дупак — парторг АДВИ

## Съёмочная группа
- Сценаристы: Юлий Дунский, Валерий Фрид
- Режиссёр: Владимир Довгань
- Оператор: Владимир Давыдов
- Художник: Вульф Агранов
- Композитор: Роберт Амирханян
- Звукорежиссёр: Георгий Парахников

## Критика
В фильме состоялось открытие не только талантливой личности героя, но и талантливого актёра, что, безусловно, взаимосвязано. Артист А. Парра, которого я впервые увидела на телеэкране, сумел показать творческое состояние души человека, одержимого своим делом, своей идеей. Нечасто удаётся изобразить в кино или в театре героя, чьё отличительное качество — талант. Хотя изображать случается, но жить свободно и легко в душевном состоянии, называемом моментом истины, — это явление в искусств крайне редкое.Маргарита Кваснецкая, газета «Советская культура»